# 安藤川
安藤川（あんどうがわ）は、埼玉県比企郡川島町を流れる荒川水系の一級河川。

## 概要
川島町戸守地区の田園地帯に源を発する。概ね南東方向に流下し、川島町出丸本で入間川に合流する。下流部には安藤川放水路がある。流域は荒川の右岸に形成された荒川低地に位置しているため河川勾配がほとんどなく、主に水田などの農地である。かつては河川名の由来となる安藤沼があったが耕地整理と同時に埋め立てられた。地域住民による「安藤川クリーン作戦」と呼ばれる川の清掃活動が定期的に行われている。

## 橋梁
上流より
- 旧国道254号
- 安藤氷川橋（埼玉県道74号日高川島線）
- 中山橋（国道254号）
- 埼玉県道76号鴻巣川島線
- 中央橋土王橋
- 白井沼橋（首都圏中央連絡自動車道側道）
- 首都圏中央連絡自動車道が交差
- 階段橋
- 下脇橋
- 与平橋（旧埼玉県道339号平沼中老袋線）
- 西浦橋
- しん橋
- 浮沼橋
- 共和橋

- 145号橋
- 行人橋
- 稲荷橋（埼玉県道339号平沼中老袋線）
- 安藤橋（埼玉県道12号川越栗橋線）
- 観音橋
- 5-56号橋
- 名称不明

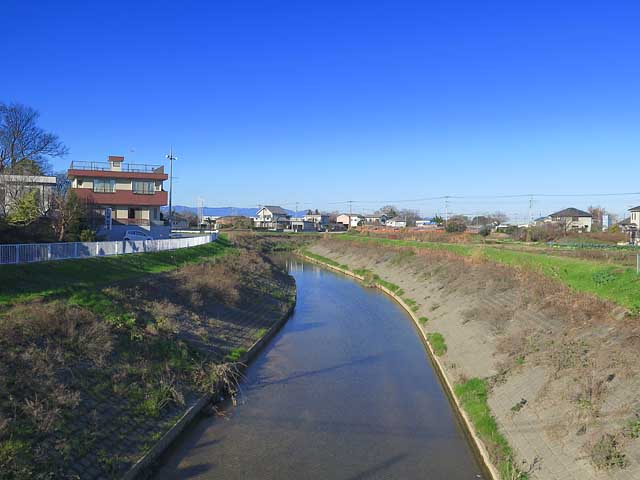
釘無付近

中央橋土王橋より上流側は川幅が狭く名前の付いた橋は少ない。

## 支流
- 鳥羽井南排水
- 飯島排水路